# Виборчий округ 83
Виборчий округ 83 — виборчий округ в Івано-Франківській області. В сучасному вигляді був утворений 28 квітня 2012 постановою ЦВК №82 (до цього моменту існувала інша система виборчих округів). Окружна виборча комісія цього округу розташовується в приміщенні Івано-Франківської обласної ради за адресою м. Івано-Франківськ, вул. М. Грушевського, 21.
До складу округу входить частина міста Івано-Франківськ (окрім деяких мікрорайонів на околицях міста). Виборчий округ 83 оточений округом 84 з усіх сторін, тобто є анклавом. Виборчий округ №83 складається з виборчих дільниць під номерами 260855-260884, 260887-260907, 260911-260917, 260919-260943, 260946-260960, 261040-261041 та 261043.

## Народні депутати від округу
| Ім'я                          | Фото | Партія               | Скликання | Дата набуття повноважень | Дата припинення повноважень                                      |
| ----------------------------- | ---- | -------------------- | --------- | ------------------------ | ---------------------------------------------------------------- |
| Сич Олександр Максимович      |      | Свобода              | 7-ме      | 12 грудня 2012           | 28 лютого 2014 (перейшов на посаду Віцепрем'єр-міністра України) |
| Шевченко Олександр Леонідович |      | самовисуванець       | 7-ме      | 17 червня 2014           | 27 листопада 2014                                                |
| Шевченко Олександр Леонідович |      | Блок Петра Порошенка | 8-ме      | 27 листопада 2014        | 29 серпня 2019                                                   |
| Савчук Оксана Василівна       |      | Свобода              | 9-те      | 29 серпня 2019           |                                                                  |

## Результати виборів

### Парламентські

#### 2019
Кандидати-мажоритарники:
- Савчук Оксана Василівна (Свобода)
- Сторожук Андрій Леонідович (Слуга народу)
- Петечел Олексій Юрійович (Європейська Солідарність)
- Баранкевич Галина Євгенівна (Голос)
- Волгін Андріан Вікторович (самовисування)
- Гарасимко Іван Михайлович (Самопоміч)
- Вінтоняк Віктор Михайлович (самовисування)
- Курпіль Олег Михайлович (Опозиційний блок)
- Тітов Володимир Дмитрович (самовисування)
- Сав'юк Тарас Богданович (Аграрна партія України)

#### 2014
Кандидати-мажоритарники:
- Шевченко Олександр Леонідович (Блок Петра Порошенка)
- Шкутяк Петро Зіновійович (самовисування)
- Ноняк Михайло Васильович (Народний фронт)
- Чорноус Володимир Ярославович (Громадянська позиція)
- Терешко Руслан Володимирович (Батьківщина)
- Боднар Тарас Григорович (самовисування)
- Петруняк Михайло Андрійович (самовисування)
- Вінтоняк Віктор Михайлович (самовисування)
- Тітов Володимир Дмитрович (самовисування)
- Сергенюк Ярослав Михайлович (самовисування)
- Бойчук Михайло Іванович (самовисування)

#### 2012
Кандидати-мажоритарники:
- Сич Олександр Максимович (Свобода)
- Шевченко Олександр Леонідович (самовисування)
- Чорноус Володимир Ярославович (УДАР)
- Сич Олександр Володимирович (самовисування)
- Когут Олександр Євгенович (Партія регіонів)
- Міглачов Ігор Васильович (Комуністична партія України)
- Боднар Тарас Григорович (самовисування)
- Гуменюк Василь Васильович (самовисування)
- Тітов Володимир Дмитрович (самовисування)
- Валентієв Валентин Володимирович (Народно-демократична партія)

## Явка
Явка виборців на окрузі: